# Galdrakver-Manuskript (1868/69)

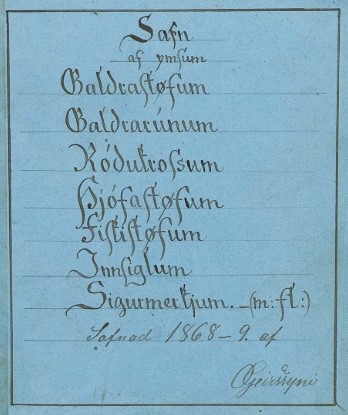
Galdrakver-Manuskript von 1868/69 – Inhaltsverzeichnis

Das Galdrakver-Manuskript („galdrakver“ isländisch „Zauberer“) ist ein isländisches Grimoire, das in den Jahren 1868/69 entstanden ist und von Olgeir Geirsson (1842–1880) in Akureyri angefertigt wurde. Olgeir Geirsson war der Sohn von Geir Vigfússon, der 1860 ebenfalls in Akureyri das Huld-Manuskript anfertigte. Das Galdrakver-Manuskript wurde auf blauem Papier verfasst. Die Handschrift befindet sich heute in der National- und Universitätsbibliothek Islands unter der Signatur Lbs 2917 a 4to.

## Beschreibung
Das Galdrakver-Manuskript umfasst insgesamt 112 Seiten mit 253 durchnummerierten Abbildungen. Olgeir Geirsson folgte in der Art der Darstellung und Beschreibung der isländischen magischen Zeichen, den sogenannten Galdrastafir (isländisch Plural von galdrastafur: „Zauberstäbe“, „Zauberzeichen“) dem Vorbild seines Vaters Geir Vigfússon im Huld-Manuskript recht genau. Jedoch zeigt er auf 65 Seiten weitaus mehr Zeichen (128 Zeichen statt 30), die er gesammelt hatte. Ihre Beschreibungen sind wie bei seinem Vater oft ebenfalls eine Mischung aus lateinischer Schreibschrift und mittelalterlichen Runen. Allerdings gibt es Abweichungen bei den Abbildungen und Beschreibungen der Galdrastafir, was man beispielsweise auch deutlich am Vegvísir sieht.
In Olgeir Geirssons Grimoire werden neben den Galdrastafir auch andere Themen behandelt. Das sind zum Beispiel galdrasøfum („Zaubersprüche“), galdrarúnum („magische Runen“), roðukrossum („Kreuze“ für den magischen Gebrauch) und innsigli („Insignien“). Der letzte Teil des Buches beschäftigt sich vollständig mit dem Lesen von Handlinien. Die Beschreibungen darüber umfassen 20 Seiten mit über 60 Abbildungen von Händen.
Das Huld-Manuskript und das Galdrakver-Manuskript „enthalten nicht nur eine Vielzahl von Galdrastafir, sondern auch detaillierte Anweisungen zur Durchführung von Ritualen, die oft komplexe und aufwendige Vorbereitungen erforderten.“ Das Galdrakver ist „ein weiteres isländisches Zauberbuch, das sich mit magischen Praktiken und Symbolen befasst.“

### Abbildungen magischer Zeichen und zum Handlesen (Auswahl)

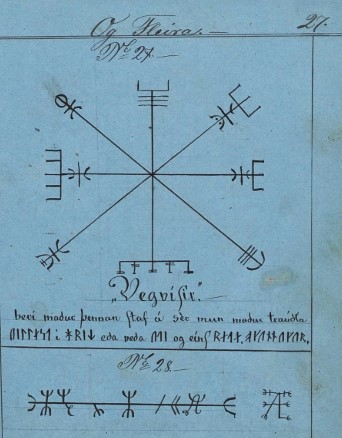
Vegvísir
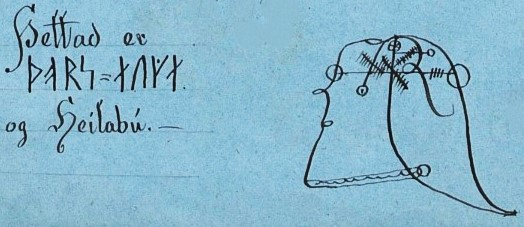
Þórsauga
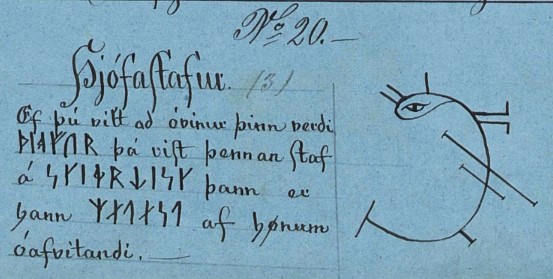
Þjófastafur
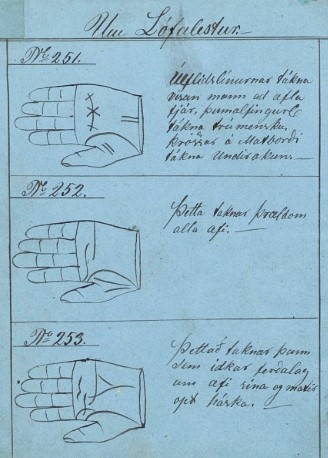
Um lófalästur („über Handlesen“)